# Mission Indian Reserve 5
Mission Indian Reserve 5 är ett reservat i Kanada.   Det ligger i provinsen British Columbia, i den sydvästra delen av landet, 3 500 km väster om huvudstaden Ottawa. Mission Indian Reserve 5 ligger vid sjön Seton Lake.
I omgivningarna runt Mission Indian Reserve 5 växer i huvudsak barrskog. Trakten runt Mission Indian Reserve 5 är nära nog obefolkad, med mindre än två invånare per kvadratkilometer.